# 29. studenoga
29. studenoga (29. 11.) 333. je dan godine po gregorijanskom kalendaru (334. u prijestupnoj godini).
Do kraja godine imaju još 32 dana.

## Događaji
- 1874. – Matica ilirska mijenja naziv u Matica hrvatska[1]
- 1943. – U Jajcu (Bosna i Hercegovina) je održano II. zasjedanje AVNOJ-a na kojem se odlučivalo o poslijeratnom uređenju Jugoslavije.
- 1945. – Proglašena Federativna narodna republika Jugoslavija (FNRJ).[2]
- 1967. – Zatvorena najveća zračna luka Kraljevskih zračnih snaga od Ujedinjenog Kraljevstva do Singapura, zračna luka u Adenu Khormaksar.
- 2017. – Haaški tribunal je konačnom pravomoćnom drugostupanjskom presudom osudio šestoricu bosanskohercegovačkih Hrvata: Jadranka Prlića na 25, Brunu Stojića, Slobodana Praljka i Milivoja Petkovića na po 20, Valentina Ćorića na 16 i Berislava Pušića na 10 godina zatvora. Odmah nakon izricanja presude Praljak je izvršio samoubojstvo popivši otrov.[3]
- 2019. – Ministarstvo kulture Republike Hrvatske donijelo je Rješenje kojim su hrvatska narječja proglašena nematerijalnim hrvatskim zaštićenim kulturnim dobrom.[4]

| - 1581. – Nikola Krajačević, hrvatski (kajkavski) isusovac, pisac († 1653.) - 1797. – Gaetano Donizetti, talijanski skladatelj († 1567.) - 1803. – Christian Doppler, austrijski fizičar († 1853.) - 1866. – Alojz Dravec, slovenski etnolog i pisac u Mađarskoj († 1915.) - 1902. – Smiljan Franjo Čekada, vrhbosanski nadbiskup († 1976.) - 1925. – Stjepan Babić, hrvatski jezikoslovac († 2021.) - 1932. – Jacques Chirac, francuski političar - 1948. – Anđelko Višić, hrvatski liječnik († 1991.) - 1954. – Ivan Miklenić, hrvatski katolički svećenik - 1998. – Emir Sahiti, kosovski nogometaš | - 1268. – Klement IV. (r. 1200.), papa - 1378. – Karlo IV. Luksemburški, car Svetog Rimskog Carstva, preminuo u Pragu (* 1316.) - 1643. – Claudio Monteverdi, talijanski skladatelj (* 1567.) - 1714. – Jerolim Kavanjin, hrvatski književnik (* 1641.) - 1780. – Marija Terezija, austrijska nadvojvotkinja, ugarsko-hrvatska i češka kraljica (* 1717.) - 1924. – Giacomo Puccini, talijanski skladatelj (* 1858.) - 1957. – Marija Jurić Zagorka, hrvatska književnica i novinarka (* 1873.) - 1986. – Cary Grant, američki filmski glumac (* 1904.) - 2001. – George Harrison, britanski glazbenik, basist i vokalist grupe The Beatles (* 1943.) - 2004. – John Drew Barrymore, američki glumac (* 1932.) - 2017. – Slobodan Praljak, hrvatski general (* 1945.) |

## Blagdani i spomendani
- Dan Republike, SFRJ
- Svi sveti franjevačkoga reda